# Division No 21 (Manitoba)
Pour les articles homonymes, voir Division No 21.
La division No 21, aussi connue, de manière informelle, sous le nom de Flin Flon-Northwest, est une des divisions de recensement du Manitoba au Canada. Lors du recensement du Canada de 2006, la division avait une population de 21 606 habitants.

## Liste des municipalités
- Flin Flon
- Grand Rapids
- Kelsey
- Snow Lake
- Le Pas